# Альтус, Ефим Григорьевич
Ефим Григорьевич Альтус (1899—1949) — советский актёр и режиссёр, Заслуженный артист РСФСР (1939).

## Биография
Родился в Киеве. Его отец, Григорий Моисеевич Альтшуль, служил на железной дороге (умер в 1924 году). Мать, Адель Григорьевна Лерман, занималась воспитанием детей.
Окончил Киевское четырёхклассное училище. С 1920 года служил в Красной армии. Затем, с 1922 по 1923 годы, работал агентом в Киевском Воензаге. В 1923 году поступил в Киевское театральное училище, отучился там один год и был принят актёром в Киевскую театральную студию.
Работал в «Красном Театре» (с 1936 года — Театр им. Ленинского Комсомола, с 1991 — Театр «Балтийский дом»), Александринском театре, БДТ.
Скончался 3 мая 1949 г. Похоронен на Большеохтинском кладбище Санкт-Петербурга.

## Работы в театре

### Постановки в театре

#### Большой драматический театр
- 1940 — «Кремлёвские куранты» Н. Ф. Погодина
- 1941 — «Доктор Штокман» Г. Ибсена
- 1947 — «Верность»
- 1949 — «Тихий океан»

#### Александринский театр
- 1945 — «Школа злословия» Р. Шеридана

#### Театр им. Комиссаржевской
- «Шельменко-денщик» Г. Ф. Квитка-Основьяненко

### Актёр
- 1940 — «Кремлёвские куранты» Н. Ф. Погодина — В. И. Ленин
- 1949 — «Заговор обречённых» Н. Вирты — Мак-Хилл (Александринский театр)

## Фильмография
- 1935 — Граница — Самуил Альтман, ремесленник
- 1935 — Подруги — раненый
- 1935 — Совершеннолетие — Гедалий
- 1936 — На отдыхе — Ефим Григорьевич, завхоз дома отдыха № 17
- 1937 — Большие крылья — Загривкин
- 1937 — Шахтёры — Ефим Файвужинский
- 1938 — Великий гражданин — Савелий Миронович Кац